# Powiat Kaitō
Powiat Kaitō (jap. 海東郡 Kaitō-gun) – dawny powiat w Japonii, w prefekturze Aichi.

## Historia[1]

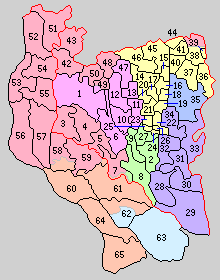
Powiat Kaitō (1–50 – 1889 r.)

W pierwszym roku okresu Meiji na terenie powiatu znajdowało się 108 wiosek. Powiat został założony 20 grudnia 1878 roku. Wraz z utworzeniem nowego systemu administracyjnego 1 kwietnia 1889 roku powiat Kaitō został podzielony na 2 miejscowości 48 wiosek.
- 1 października 1890: (2 miejscowości, 39 wiosek)
  - w wyniku połączenia wiosek Yasumatsu, Tōshima i Okinoshima powstała wioska Takara.
  - w wyniku połączenia wiosek Akitake, Katsura, Kawabe i Shimoda powstała wioska .
  - wioska Ifuku powiększyła się o teren wiosek Takai, Shimonomori, 徳実村 i 鯰橋村.
- 17 grudnia 1890 – wioska 金賀木村 zmieniła nazwę na Hachisuka.
- 1 lipca 1906 – miały miejsce następujące połączenia: (2 miejscowości, 10 wiosek)
  - wioski Takara, Iwa, Ifuku → wioska Shippō,
  - wioski Masanori, Hachisuka, Shinoda → wioska Miwa,
  - wioski Jimokuji, Kayazu, Mori, Harutomi, Niiya, Higashiimajuku, Shirataka → wioska Jimokuji,
  - miejscowość Kanie, wioski Nishinomori, Sunari, Shinkanie → miejscowość Kanie,
  - wioski Chiaki, Ōi, Kamishimada → wioska Eiwa,
  - wioski Kamori, Momotaka, Masuwa, Koshiji, Noma → wioska Kamori,
  - wioski Moroko, Fujinami, Kusaba, Shobata, Kawabuchi → wioska Saori,
  - wioski Saeki, Hachiman → wioska Saya,
  - wioski Masuda, Akaboshi, Toda, Toyoharu → wioska Tomida,
  - wioski Fukuta, Chaya, Fukuya → wioska Nan’yō.
- 1 października 1910 – część wioski Jimokuji została włączona w teren miejscowości Kiyosu z powiatu Nishikasugai.
- 1 lipca 1913 – powiat Kaitō został włączony w teren nowo powstałego powiatu Ama.  W wyniku tego połączenia powiat Kaitō został rozwiązany.